# Коста (Козенца)
Коста је насеље у Италији у округу Козенца, региону Калабрија.
Према процени из 2011. у насељу је живело 75 становника. Насеље се налази на надморској висини од 448 м.